# 유패스
유패스(Upass)는 서울특별시 버스 운송 사업 조합에서 발행하였던 선불식 전자화폐로, 1996년 세계에서 처음으로 쓰인 교통카드이다.

## 기술
초기의 유패스는 필립스의 MIFARE Standard 1k, Ultralight 기술을 이용하여 제작되었다. 이들, 특히 MIFARE Ultralight를 채택한 이유는 Ultralight가 단순한 메모리로 암호화 없는 512비트의 저장 용량을 지원하기 때문에 사용자 카드의 가격을 낮출 수 있기 때문으로 보인다. 2000년대 초반까지 MIFARE은 세계적으로 전자 요금 징수 시스템에 널리 쓰였다. 그러나 2008년 이후의 신형 유패스는 KS X 6923를 따르는 표준형 카드로 제작된다.

## 역사
서울특별시 버스운송사업조합은 1996년 3월에 기존의 회수권과 토큰을 대체할 새로운 버스 요금 지불 수단으로 사용할 카드식 승차권을 일부 노선을 대상으로 시범 운영하게 되었다. 이어서 같은 해 7월부터는 서울특별시의 시내버스 전 노선에서 버스카드를 이용할 수 있도록 하였다. 세계 최초로 등장한 교통카드는 충전된 요금을 내고 버스정류장 인근 가두판매대에서 구입하는 것이었다. 충전 또한 버스정류장 인근 가두판매대에서 가능하였으며, 5% 추가 충전 혜택이 있었다. 이러한 5% 충전 보너스제는 1998년 10월에 폐지되었으며, 1999년 3월 시행된 교통카드 승차시 요금 할인과 2001년 10월에 시행된 버스-버스, 버스-지하철 상호 환승시 다음 승차 수단의 요금을 할인해 주는 제도로 대체되었다. 또한 1998년 2월에는 카드 보증금 제도를 시행하여 카드 구입시 권면가 이 외에 카드 보증금 1,500원을 별도로 받고 카드 반납시 보증금 1,500원을 환불하는 조건으로 판매하기도 하였으나 2001년 5월에는 카드 구입대금 2,000원을 별도로 받아서 환불시에 카드 구입대금을 환불하지 않는 제도로 정착시켰다. 보증금제도 시행 당시부터는 한빛은행(현 우리은행)에서도 구입, 충전, 환불받을 수 있도록 하였다.
서울, 경기, 인천 버스 간 교통카드의 종류가 서로 달라서 호환이 되지 않아 문제가 발생하자, 서울-경기는 1998년 4월에, 서울-인천은 1998년 9월에 각각 호환 사용을 시작하였다. 또한 당시 수도권 전철 구간에서 사용하던 후불교통카드(KB 프리패스)와의 호환 문제가 발생하였으나 2000년 1월에 모든 종류의 카드를 호환 사용할 수 있도록 하였다. 이와 함께 교통카드의 명칭을 서울교통카드로 변경하여 판매하기 시작하였다.
그 동안 시내버스, 좌석버스 및 수도권 전철에서만 이용되던 교통카드는 2002년에 마을버스와 서울특별시 공영주차장에서도 이용할 수 있게 되었다. 2004년에는 서울특별시에서 대중교통 체계를 개편하면서, 한국스마트카드에서 새로운 교통카드로 티머니를 출시하였다. 하지만 티머니의 경기, 인천 지역 버스에서의 호환 문제가 해결되지 않아 대부분 시민들이 기존처럼 서울교통카드를 사용하였다.
2005년 10월에는 기존에 판매하던 서울교통카드의 명칭을 티패스로 변경하고(이후 유패스로 재변경), A-CASH의 부도로 마이비카드에서 새로 맡게 된 강원도 원주 지역의 교통카드로도 판매하기 시작하였으나, 2007년 11월 1일 무료환승 제도가 개편되면서 티머니, 마이비카드로 대체되어 같은 해 12월 31일에 사용이 중단되었다. 2007년 5월 1일부터는 수도권 전철(서울·인천지하철) 및 서울시내버스·서울마을버스 이용 요금이 각각 5,000원 이상일 때 한하여 현금 영수증을 발급해 주기 시작하였다.
2006년에는 경기도의 교통카드 사업자인 이비에서 '유패스'라는 이름으로 카드를 발행한 적이 있다. 이것은 한국스마트카드와의 티머니 브랜드 사용 계약 만료로 서울특별시 버스 운송 사업 조합과의 협의없이 무단으로 사용한 것이며, 2007년 1월부터는 자체 브랜드인 이비카드 및 티모아(T-MOA)로 판매하고 있었다가 2010년 12월에 티모아가 캐시비로 브랜드가 변경되었다.
2014년 9월 1일 부로 한국스마트카드에 사업을 양도하기로 결정하여, 단종 수순을 밟게 되었다. 앞서 2014년 5월 28일부터 가두판매대 충전이 전면 중단되었으며, 2014년 11월에는 우리은행 ATM에서 유패스 충전 기능이 완전히 삭제되고 레일플러스의 충전으로 대체되었다.

## 이용
- 구입 : 서울 시내 지정 판매점
  - 할인 카드 : 청소년(중, 고등학생) 카드를 판매한다. 청소년(중, 고등학생) 할인을 계속 적용받기 위하여는 구입 후 10일이내에 인터넷 홈페이지(http://www.u-pass.kr) 에 반드시 등록하여야 하며,등록 3일 이후부터 할인혜택을 받을 수 있다.(미등록시 일반요금 차감)
  - 신용 카드 겸용 교통 카드 : 카드에 "서울교통카드" 로고가 새겨져 있는 경우에는 유패스와 마찬가지로 이용할 수 있다. 현재는 하나카드에서 발행하는 일부 신용/체크카드에 이 기능을 제공하며 이들 카드의 후면에는 "서울시교통카드" 라고 인쇄되어 있다.
- 충전 : 수도권 전철역
- 환불 : 서울시 소재 유패스 지정 가맹점, 서울시 소재  우리은행 전 지점(약 1주~10일 소요), 서울 특별시 버스 운송 사업 조합(즉시 처리)
  - 정상 카드 및 사용자 부주의로 인한 파손 카드 : 잔액만 반환
  - 최초 구입 후 1년 이내 고장 카드 : 잔액과 카드구입대금 전액 반환

사용 지역
- 수도권의 대중교통 요금 결제/충남 농.어촌버스의 대중교통 요금 결제/강원도 강릉시,제주도의 대중교통 요금결제

사용 제한
- 서울특별시 소속 공항리무진 버스는 2008년 3월 이전에는 구형 인텍크 단말기에서 이용이 가능하였으나 그 이후로 신형 티머니 단말기로 교체됨에 따라 사용할 수 없다.
- 강원도 원주시의 경우 2007년 12월 이전에는 이용이 가능하였으나 그 이후로 마이비 단말기로 교체됨에 따라 사용할 수 없다.

## 같이 보기
- 티머니
- 캐시비
- 레일플러스
- 서울특별시의 시내버스
- 수도권 전철
- 전자화폐